# Horst Korsching
Horst Korsching (* 12. August 1912 in Danzig; † 21. März 1998 in Hildesheim) war ein deutscher Physiker und einer der deutschen Kernphysiker, die in Farm Hall interniert waren.

## Leben
Horst Korsching besuchte die Schule in Danzig und Berlin. Nach dem Abitur im Jahr 1932 studierte er Physik an der Humboldt-Universität in Berlin. Im Jahr 1938 wurde er bei Hermann Schüler am Kaiser-Wilhelm-Institut für Physik promoviert; die mündliche Prüfung seiner Dissertation Quadrupolmoment von 83/36 Kr, 131/54 Xe und mechanisches Moment von 83/36 Kr fand am 3. Oktober 1938 in der Berliner Universität  statt.
An diesem Institut war Korsching Kollege von Karl Wirtz und erforschte die Gesetzmäßigkeiten der Magnetischen Momente der Atomkerne und der Thermodiffusion. Am Kaiser-Wilhelm-Institut war er einer der ehemaligen Assistenten von Peter Debye. Während der Kriegsjahre arbeitete er an der Uran-Anreicherung unter den Gesamtleitungen von Kurt Diebner und Werner Heisenberg. Im Jahr 1943 zog Korsching gemeinsam mit dem Personal des Kaiser-Wilhelm-Instituts nach Hechingen, um vor den Bombenangriffen zu flüchten. Er baute dort seine Geräte zur Isotopentrennung durch Thermodiffusion auf, wie auch Erich Bagge, der ein ähnliches Gerät entwickelt hatte (Isotopenschleuse). Zwei Jahre später, 1945, wurde er von den alliierten Streitkräften des Vereinigten Königreichs und der Vereinigten Staaten für sechs Monate unter der Operation Epsilon als einer von insgesamt zehn Kernphysikern arrestiert.
In der Beurteilung seiner Bewacher in Farm Hall war er ein völliges Rätsel. Er kritisierte nach Bekanntwerden der Erfolge der Alliierten auf dem Gebiet von Atombomben die deutsche Führung des ehemaligen deutschen Uranprojekts, was Walther Gerlach zu einem Wutausbruch veranlasste.
Im Jahr 1946 wurde er Mitarbeiter des Max-Planck-Institutes für Physik, das sich in der britischen Besatzungszone befand und in Göttingen eröffnet wurde. Im Jahr 1958 zog er mit dem Institut nach München. Dort entwickelte er eine Methode der Messung von Thermodiffusions- und Diffusionskoeffizienten in Flüssigkeiten und untersuchte die Abhängigkeit der beteiligten Prozesse von der Molekülform.